# Le cose che abbiamo perso nel fuoco
Le cose che abbiamo perso nel fuoco (titolo originale Las cosas que perdimos en el fuego) è una raccolta di racconti scritti da Mariana Enríquez, pubblicata per la prima volta nel 2016 dalla casa editrice spagnola Anagrama e tradotta e pubblicata in Italia da Marsilio Editori nel 2017.
L'opera è composta da 12 racconti ascrivibili al genere horror attraverso i quali Enríquez esplora tematiche sociali come la depressione, la povertà, i disordini alimentari, la disuguaglianza e la violenza di genere.
Terza raccolta di racconti dell'autrice, dopo Los peligros de fumar en la cama (2009) e Cuando hablabamos con los muertos (2013), l'opera è stata tradotta in più di quindici lingue  e ha portato Enríquez a consolidare la sua fama internazionale. Alcuni racconti sono inoltre stati pubblicati separatamente in lingua inglese dalla rivista letteraria britannica Granta e dal New Yorker.
Il dodicesimo racconto, intitolato appunto Le cose che abbiamo perso nel fuoco, è quello che dà il titolo all'opera ed è ispirato al titolo dell'omonimo album del gruppo statunitense Low di cui Enríquez dichiara di essere fan.

## Racconti

### Il bambino sporco
Una donna che abita in un quartiere difficile di Buenos Aires riceve una sera la visita di un bambino sporco, figlio di una tossicodipendente che dorme davanti a casa sua. La donna decide di sfamarlo e aiutarlo finché la madre non torna a riprenderlo per poi sparire. Qualche giorno dopo nel quartiere scoppia il caso di uno spietato omicidio di un bambino non identificato della zona.

### L'Hostería
Due ragazzine entrano di notte in un'osteria di paese per fare un dispetto alla proprietaria, ma una volta dentro sono sopraffatte dalla paura di ciò che vedono e sentono.

### Gli anni strafatti
Tre ragazze passano le giornate ascoltando musica rock e divertendosi con droga e alcool e giurano di non fidanzarsi mai. Crescendo, una di loro cambia e trova un ragazzo, mentre le altre sono bloccate in un vortice di paranoie e visioni inquietanti che le portano a compiere azioni malsane.

### La casa di Adela
Una bambina nata con una malformazione e due suoi amici amano guardare film horror e raccontare storie spaventose. Quando scoprono che proprio nel loro quartiere c'è una casa abbandonata dall'aspetto inquietante, decidono di entrarci.

### Pablito inchiodò un chiodino: un'evocazione del Petiso Orejudo
Pablo lavora come guida turistica in un tour guidato dei luoghi dei criminali più feroci di Buenos Aires. Tra i vari criminali di cui parla Pablo durante i tour c'è il Petiso, un assassino di bambini del primo Novecento, che desta in lui un curioso interesse. La moglie di Pablo però, che da quando ha avuto un figlio è diventata più ansiosa, non vuole sentire parlare di nessuno di quei criminali, soprattutto del Petiso.

### Ragnatela
Una donna di Buenos Aires è sposata con uomo insopportabile che riesce a farsi detestare da tutti. Un giorno decide di presentare il marito agli zii di Corrientes e da lì la coppia, insieme alla cugina Natalia, parte per una gita verso il mercato della vicina Asunción alla ricerca di uno ñandutí, un merletto tradizionale paraguayano simile ad una ragnatela. Una volta ad Asunción, l'atteggiamento insopportabile del marito e alcuni incidenti sembrano rovinare la gita.

### La fine della scuola
Una ragazza taciturna inizia a mostrare, durante le lezioni a scuola, episodi di autolesionismo sempre più cruenti. Una sua compagna di classe, preoccupata, tenta di aiutarla.

### Zero carne su di noi
Una donna trova un teschio per strada e decide di portarlo a casa, malgrado le lamentele del fidanzato. L'ossessione per il teschio e il desiderio della donna di voler apparire ugualmente scheletrica rovinano la relazione con il fidanzato e la madre.

### Il cortile del vicino
Una donna sull'orlo della depressione e un passato da assistente sociale per bambini si trasferisce in una nuova casa per ricominciare una vita più felice. Dopo pochi giorni però inizia a sentire una presenza nella casa e si accorge di un bambino incatenato nel cortile del vicino. Quando il fidanzato non le crede e la lascia, la donna decide di indagare da sé.

### Sotto l'acqua nera
Una procuratrice indaga sull'omicidio di due ragazzi di una borgata molto povera di Buenos Aires che sembrano essere stati lanciati da due poliziotti della zona dentro l'inquinatissimo fiume Riauchuelo. Durante le indagini, la procuratrice riceve la notizia che uno dei due ragazzi potrebbe essere ancora vivo e decide di inoltrarsi lei stessa nella borgata dovendo fare i conti con la superstizione e la rabbia degli abitanti.

### Verde rosso arancione
Un ragazzo decide di chiudersi nella sua stanza, comunicando con l'esterno solo attraverso internet. Una sua amica cerca di mantenere i contatti, osservando però come la personalità e gli interessi del ragazzo vadano cambiando e le comunicazioni con lui diventino sempre più rare.

### Le cose che abbiamo perso nel fuoco
A seguito di una serie di episodi di cronaca aventi come protagoniste ragazze bruciate e sfigurate dai fidanzati, alcune donne decidono di organizzarsi e di darsi da fuoco da sole curandosi poi in cliniche clandestine. Malgrado gli sforzi delle autorità di limitare le pire, la città si riempie ben presto di donne sfigurate con il loro nuovo modello di bellezza.
La storia è ispirata al caso reale di Wanda Taddei, che fu assassinata dal marito dopo che questi le aveva dato fuoco.

## Critica
Lo scrittore Carlos Pardo, nella sua recensione sul quotidiano El País, ha definito la scrittura di Enríquez come «di una freddezza suggestiva e sostenuta dalla forza del linguaggio». Inoltre, Pardo ha evidenziato la varietà delle storie, dei personaggi e degli spazi creati e come questi trasmettano un'atmosfera di degrado che ha definito «il lato oscuro dell'orgogliosa Argentina».
Il quotidiano Clarín ha recensito l'opera elogiandone la costruzione dei personaggi e dei dialoghi e definendola  «una mappa di incubi» colma di «minacce, angosce, come se nessuna vita potesse mai avere un margine di piacere o felicità». Violeta Gorodischer, del quotidiano La Nación, ha evidenziato inoltre l'indagine di Enríquez sulla psiche dei suoi personaggi, così come la sua abilità nell'evitare di cadere in luoghi comuni.
La versione in inglese del libro è stata accolta altrettanto bene. Sul Guardian John Self ha definito il libro «violento, inquietante e brillante», mentre Jennifer Szalai del New York Times ha apprezzato le descrizioni grottesche, l'humour nero e la capacità di Enríquez di descrivere il male attraverso le sue storie.
L'opera si è aggiudicata nel 2017 il Premio Ciutad de Barcelona nella categoria della letteratura in castigliano. Nella motivazione, la giuria ha affermato che il libro «combina nelle sue storie naturalezza di stile, senza patetismo melodrammatico e con dosi di humor nero e acido, per minare la quotidianità con sottosuoli inquietanti». Inoltre, l'opera ha ottenuto il terzo posto nel Premio Nacional de Letras de Argentina.

## Edizioni
- Mariana Enríquez, Le cose che abbiamo perso nel fuoco, traduzione di Fabio Cremonesi, Marsilio Editori, 2017,  p. 208, ISBN 978-88-317-2656-6.